# Comunhão de Igrejas Evangélicas Reformadas
A Comunhão de Igrejas Evangélicas Reformadas (CIER) - em inglês Communion of Reformed Evangelical Churches - é uma denominação cristã  reformada constituída em 1993, nos Estados Unidos. A denominação se diferencia de outras denominações reformadas por admitir, simultaneamente, igrejas presbiterianas, reformadas continentais, congregacionais, anglicanas reformadas e batistas reformadas. Após sua fundação, se espalhou por diversos países. No Século XXI, está presente nos Estados Unidos, Canadá, Japão, Rússia, Hungria, Ucrânia, Bulgária, Bielo-Rússia, Polônia e Brasil.
Em 2020, a denominação ficou conhecida por publicar carta ameaçando não cumprir as medidas de isolamento social, durante a Pandemia de Covid-19, caso se prolongassem além de um prazo razoável. Isso levou a suspensão do aplicativo da igreja do Google Play.

## História
Anteriormente denominada Confederação de Igrejas Evangélicas Reformadas, a CIER foi formada em 1998, nos Estados Unidos, reunindo igrejas presbiterianas, reformadas continentais, congregacionais, anglicanas reformadas e batistas reformadas. Após sua fundação, a denominação se espalhou pelo Canadá, Japão, Rússia, Hungria, Ucrânia, Bulgária, Bielo-Rússia, Polônia e Brasil.
Posteriormente, o nome "Comunhão de Igrejas Evangélicas Reformadas" foi adotado e a denominação se organizou em 7 Presbitérios. São eles: Presbitério Anselmo, Presbitério Atanásio, Presbitério Agostinho, Presbitério Hus, Presbitério Knox, Presbitério Tyndale e Presbitério Wycliffe.
Em 2020, a denominação ameaçou, em carta, que não cumpriria as regras de isolamento social, durante a Pandemia de Covid-19, caso as medidas ultrapassem o prazo razoável, embora não tenha estabelecido a data para isto. Isso levou a suspensão do aplicativo da igreja do Google Play.

### No Brasil
No Brasil, a denominação tem uma igreja em Porto Alegre, no Rio Grande do Sul.

## Doutrina
A denominação exige que suas igrejas subscrevam os credos ecumênicos  o Credo dos Apóstolos, Credo Niceno-Constantinopolitano e a Declaração de Calcedônia. 
Igualmente, exige que adotem pelo menos uma das seguintes confissões:
- Confissão de Fé de Westminster (adotada pelas igrejas presbiterianas);
- Três Formas da Unidade: Confissão Belga, Catecismo de Heidelberg e Cânones de Dort (adotadas pelas igrejas reformadas continentais de origem holandesa);
- Segunda Confissão Helvética (adotada por igrejas reformadas continentais de origem suíça, húngara e francesa);
- Confissão de Fé Batista de 1689 (adotada pelas igrejas batistas reformadas);
- Declaração de Savoy (adotada pelas igrejas congregacionais); ou
- Trinta e Nove Artigos de Religião (adotada pelas igrejas anglicanas reformadas).

No seu documento confessional, afirma expressamente a inerrância bíblica, o nascimento virginal, a morto substitutiva de Cristo, sua ressurreição corporal, sua ascensão e seu retorno.
Todavia, a denominação permite a pedocomunhão e a Visão Federal sobre a Teologia da Aliança, o que é rejeitado por outros grupos reformados dos Estados Unidos.